# Historia de Piura
Eran hombres que “vivían más en la mar que en la tierra”, trasladándose de un lugar a otro en grandes balsas movidas a remo y vela, dedicados a la pesca, que se proveían de agua y vegetales desde lugares lejanos, y que acampaban en medio del desierto para estar protegidos de sus enemigos. 
Al llegar los tallanes a la región, provenientes de la sierra, estos primeros habitantes huyeron hacia el norte, para no regresar más. 
En la antigua Piura se ubicaron numerosas etnias, dieron lugar al nacimiento de los pueblos que ahora se conocen, éstos establecían disputas entre ellos para el dominio de los territorios y manifestar así su poderío frente a los demás; Estas comunidades luego fueron invadidas por los ejércitos incas, que con fiereza los capturaron, destruyendo sus construcciones y objetos, todo esto ocasionó que el dominio inca se impusiera en nuestro departamento. 
Estos pueblos era Ayabaca, Huancabamba y los Bracamo. 
Conformado por ocho provincias y 64 distritos. Provincias: Piura, Sullana, Talara, Paita, Sechura , Huancabanba y Morropon.                                                        A los antiguos ayabacas, el nombre alude a “tierra de muerte” o “sepulcro”, se les recuerda por su espíritu beligerante, renuente a aceptar la autoridad de un jefe supremo ni siquiera entre sus propias poblaciones. Para contener el avance de invasores en sus territorios se confederaban temporalmente y lo hicieron con éxito frente a la amenaza de los huancabambas y los Bracamoros, pero no pudieron ofrecer suficiente resistencia al poderoso ejército inca.
Fueron sometidos por Huayna Cápac tras dura batalla, que incluyó, según el historiador piurano Héctor Cevallos (1962), el exterminio de veinte pueblos del Alto Piura. El sitio de Aypate, cerca de la actual ciudad de Ayabaca, es de factura inca.
Pertenecen en cambio a los propios ayabacas los petroglifos de Samanga, cuyos trazos tienen similitud con la iconografía Chavín.
El caserío de Pingola pertenece la provincia de Ayabaca, se encuentra a unos 22 km aprox. De la dicha provincia.
Celebra su fiesta patronal el día 20 y 22 de noviembre conmemorando a la imagen de Santa Sofía patrona del caserío. La imagen mide unos 35 cm, sostiene una fuente donde se dice que en ella deposita sus lágrimas (llora) por eso dicen que hace milagros con sus ojos, teniendo muchos fieles.
Sus parroquianos son muy devotos a esta imagen. En esos días de fiesta realizan sus costumbres, platos típicos y bebidas como: cupus, maryores, huarapos e invita a las gentes de sus alrededores a participar de ella trayendo sus bandas.

## Huancabambas
Los huancabambas moraban entre la cadena occidental y el ramal andino de Tabaconas. Ofrecieron dura resistencia a la presencia inca, siendo duramente castigados y sus monumentos derruidos, de lo que resulta la actual escasez de testimonios de su cultura originaria.
Para los incas, esta localidad adquirió gran importancia política. Fue poblada con numerosos grupos de mitmacs y, según cuenta Pedro Cieza de León (1553), los incas erigieron “una agraciada fortaleza y un templo del sol” y construyeron un camino de ancha traza que conducía a Quito hacia el norte y empalmaba con el camino a Cajamarca hacia el sur.
Añade Cieza que Huancabamba inca devino un importante centro de reverencia y tributo: “De la comarca de estas regiones venían a adorar a este templo y a ofrecer sus dones; las mujeres vírgenes y sus ministros que en él estaban eran reverenciados y muy estimados, y los tributos de los señores de todas las provincias se traían aquí”.

## Bracamoros
Los bracamoros o pacamoros estaban entre las regiones de Huancabamba y Jaén, posiblemente provenientes de la Amazonía. Concuerdan los cronistas acerca de su bravura, que les permitió vencer a dos expediciones de conquista incaicas.
Eran una cultura fluvial, con distintos asentamientos ribereños y una arquitectura característica. Sus testimonios más importantes en zona andina están ubicados en territorio actualmente cajamarquino.

## Tallanes
El territorio del departamento presenta vestigios que sin lugar a dudas, pertenecen a tiempos muy remotos, hasta el extremo de haber inducido a algunos estudiosos al pensar que en esta parte del Perú, podría encontrarse la fase más antigua del hombre de la costa del pacífico sur.....
Los tallanes o yungas fueron los primeros pobladores de Piura. Procedieron de la sierra durante una época no precisada y vivieron en behetrías, que fueron poblaciones sin organización ni jefe único, fueron sometidos por los mochicas, que les permitieron conservar su organización y su lengua. Se presume que cuando los mochicas estuvieron acosados por los incas, los Tallanes lograron una suerte de autonomía. Serían conquistados durante el gobierno de Inca Yupanqui o Túpac Inca Yupanqui, unos cuarenta años antes de la llegada de los [España|españoles].

## Vicús
En Piura se desarrolló la Cultura Vicús, conocida originalmente como Sechura, cuya cerámica de gran plasticidad llamó mucho la atención de arqueólogos y coleccionistas. Sus tumbas profundas y sus rasgos de forma y decoración la vinculan con las culturas regionales del Ecuador y Colombia, pero a su vez, su constante asociación y semejanza con la cerámica Mochica, establece un vínculo muy fuerte con las Culturas Lambayeque y Trujillo. Desde luego, los antecedentes de Vicús se remontan al período formativo, donde pueblos como el de Ñañañique muestran una cultura muy semejante. Después de Vicús y luego de un largo proceso de desarrollo, se forjó la Cultura Piura, cuyos últimos representantes fueron conocidos con el nombre de Tallanes. En esta etapa surgió el urbanismo, con centros importantes como Narihualá.

## Imperio Incaico
El Imperio de los Incas, con Túpac Yupanqui, inició la conquista de la región sometiendo a los Ayahuacas y a los Huancapampas, que habitaban las regiones que forman hoy las provincias de Ayabaca y Huancabamba.

## La Conquista
Los conquistadores llegaron a las costas de lo que es hoy el departamento de Tumbes. Sin embargo, viendo Francisco Pizarro que Tumbes no era lugar apropiado para establecer su base de operaciones, decidió seguir viaje al sur en busca del lugar ideal para establecerse. Este sitio lo encontró en el valle de Tangarará a orillas del río Chira. Allí fundaron la primera ciudad española que se erigió en el Perú, a la que llamaron "San Miguel". 
Existen diversas versiones sobre los motivos de esa denominación, señalando unos que fue porque se fundó el día de San Miguel, mientras que otros afirman que Pizarro quiso agradecerle un milagro al santo o que fue por el mercedario Fray Miguel de Orenes. Pero así como se discrepa de los orígenes del nombre de la ciudad, también se discute sobre la verdadera fecha de fundación de San Miguel, lo que indujo a la creencia de que la ceremonia de fundación se habría celebrado el día en que se celebra la festividad del arcángel. Es importante señalar también que fue en Piura donde se construyó la primera iglesia del continente, exactamente en el pueblo pesquero de Colán.

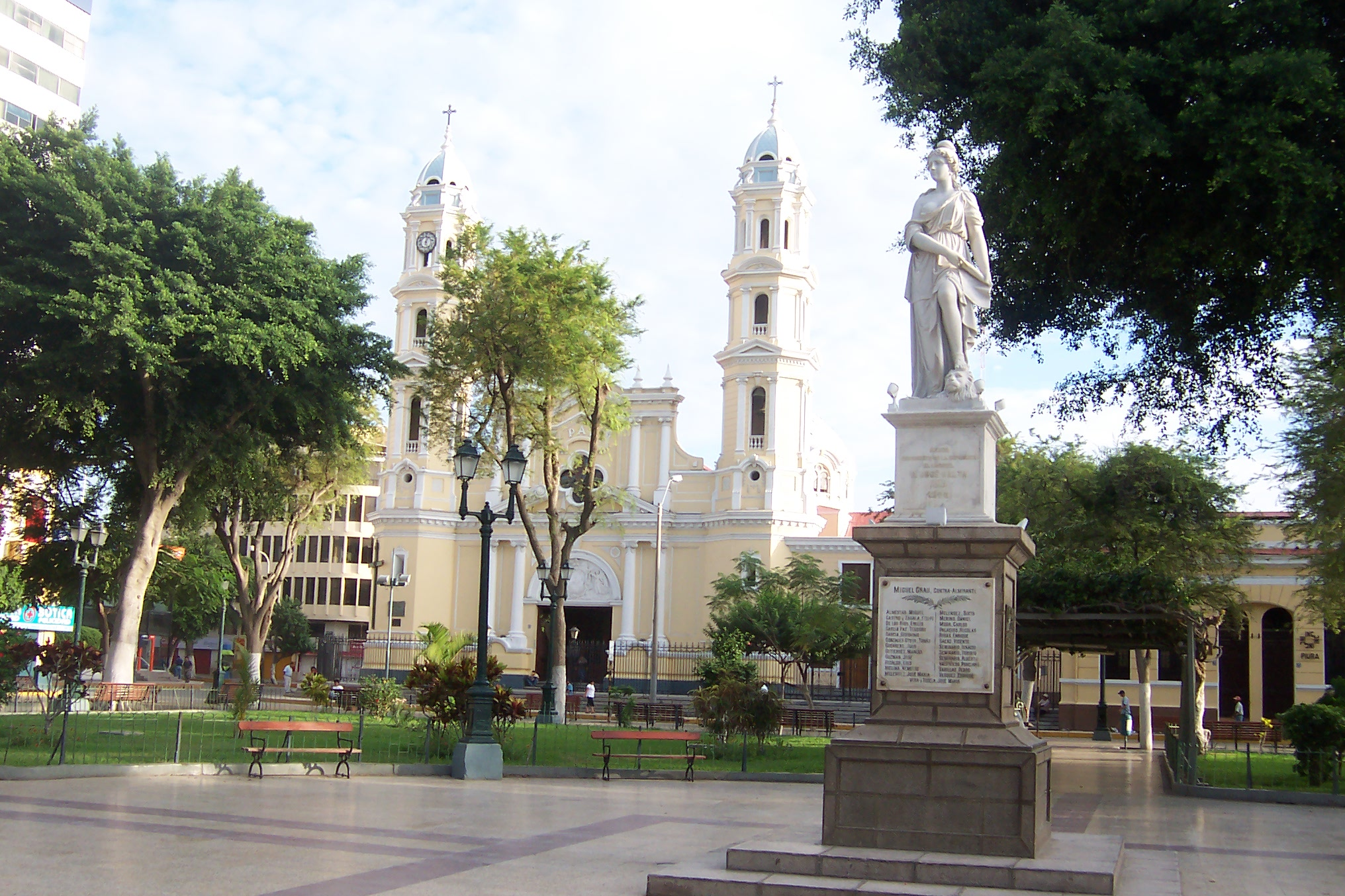
Plaza de Armas de la ciudad.

El historiador peruano Enrique del Carmen Ramos, sumando días y haciendo una serie de conjeturas llega a la conclusión de que San Miguel debe haber sido fundada a mediados de julio de 1532, entre el 11 y el 15. Empero el único documento que podría servir para determinar la fecha exacta es el acta de fundación de la ciudad que se encuentra perdida.
Aproximadamente en 1571, la mayoría de piuranos se trasladó al puerto de San Francisco de Buena Esperanza de Paita, debido a que el clima en Montes de los Padres molestaba a la población. Con la incursión del pirata inglés Cavendish (de enero a mayo de 1587), quien se apoderó de un gran botín (25 libras de plata y 5500 libras de metales finos) y arruinó la ciudad, los pobladores se fueron a vivir al valle de Catacaos, junto a la represa de Tacalá. Entonces la ciudad supo mantenerse en el Chilcal de Tacalá, encontrando el elemento que la caracterizó siempre, el río Piura.
Durante la época de la colonia, la vida transcurrió en paz y tranquilidad, llegando a ser paso obligado hacia Lima, ya que por aquel entonces, el Puerto de Paita ofrecía las mejores ventajas para los barcos que venían de la metrópoli.
Una familia ceutí, con ascendencia vasca, se asentó en la ciudad viendo las numerosas posibilidades que tenía y decidió establecerse para desarrollar grandes proyectos en la región. De ahí el hermanamiento con la ciudad autónoma española de Ceuta.

## La independencia
En 1820, con las incursiones de los almirantes Brown y Cochrane de la expedición libertadora de don José de San Martín, la población piurana se suma a la causa libertadora, llegando el 4 de enero de 1821 a proclamar la independencia en el atrio de la Iglesia San Francisco. La proclama fue una gesta encabezada por los próceres José de Lamas, Tomás Cortés, Baltasar Taboada, los hermanos Seminario y otros. De igual forma, la división Piura de 1000 hombres contribuyó victoriosamente en la independencia de Ecuador, tomando parte en la Batalla de Pichincha, el 24 de mayo de 1822.
El 30 de enero de 1837 fue elevada a la categoría de Provincia Litoral. Durante los primeros años de la vida republicana, los piuranos tomaron partido por los diferentes movimientos políticos que se daban en aquella época, llegando a ser escenario de reñidas luchas por uno u otro caudillo.
En 1861 se crea el Departamento de Piura con tres provincias: Piura, Paita y Ayabaca. El 14 de enero de 1865, Huancabamba se convierte en la cuarta provincia de Piura.
Durante la Guerra del Pacífico, el Almirante Miguel Grau y Seminario, nacido en Paita el 27 de julio de 1834, se convirtió en héroe durante la gesta de Angamos, demostrando el amor por su patria y la nobleza de su corazón.
En los años de la república el progreso material del departamento no corrió parejo con el desarrollo de su riqueza agrícola, una de las más desarrolladas del país.
En la década de 1980, el departamento conoció un ascendente y pujante desarrollo comercial, industrial y socioeconómico, a pesar de haber sido devastado en el desastre de 1983, como consecuencia del fenómeno del Niño, manifestado en torrenciales lluvias durante seis meses que afectaron su industria, comercio y su infraestructura urbana.

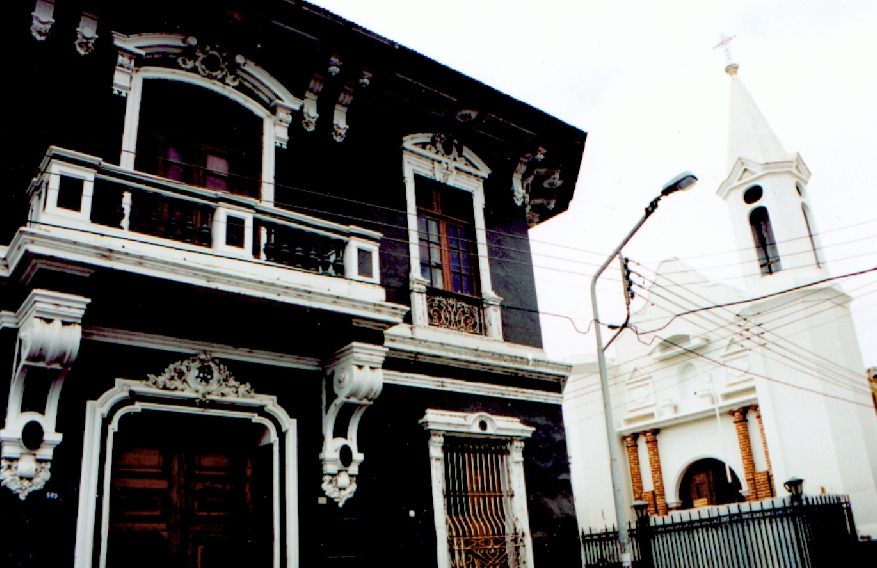
Casas de la época colonial.

- Datos: Q5899213